# Niklas Jonsson
Karl Niklas Jonsson (Piteå, 31 maggio 1969) è un ex fondista svedese.

## Biografia
In Coppa del Mondo ottenne il primo risultato di rilievo il 13 gennaio 1990 a Mosca (10°), il primo podio l'11 dicembre 1993 a Santa Caterina Valfurva (3°) e l'unica vittoria il 16 dicembre 2001 a Davos.
In carriera prese parte a quattro edizioni dei Giochi olimpici invernali, Albertville 1992 (5° nella 10 km, 7° nella 30 km, 13° nell'inseguimento), Lillehammer 1994 (30° nella 10 km, 27° nella 50 km), Nagano 1998 (25° nella 10 km, 2° nella 50 km, 10° nell'inseguimento, 4° nella staffetta) e Salt Lake City 2002 (36° nella 30 km, 28° nell'inseguimento, 13° nella staffetta), e a quattro dei Campionati mondiali (4° nella staffetta a Thunder Bay 1995 e nella 50 km a Ramsau am Dachstein 1999 i migliori risultati).

## Palmarès

### Olimpiadi
- 1 medaglia:
  - 1 argento (50 km a Nagano 1998)

### Coppa del Mondo
- Miglior piazzamento in classifica generale: 11º nel 1994
- 12 podi (4 individuali, 8 a squadre[1]):
  - 1 vittoria (a squadre)
  - 5 secondi posti (5 a squadre)
  - 6 terzi posti (4 individuali, 2 a squadre)

#### Coppa del Mondo - vittorie
| Data             | Località | Nazione  | Spec.                                                            |
| ---------------- | -------- | -------- | ---------------------------------------------------------------- |
| 16 dicembre 2001 | Davos    | Svizzera | 4x10 km (con Urban Lindgren, Mathias Fredriksson e Per Elofsson) |